# Felix Uduokhai
Ohis Felix Uduokhai (Annaberg-Buchholz, 9 september 1997) is een Duits voetballer die doorgaans als centrale verdediger speelt.

## Clubcarrière
Uduokhai heeft een Duitse moeder en een Nigeriaanse vader. Op 12 september 2016 debuteerde hij in de 2. Bundesliga. Op 6 november 2016 maakte hij zijn eerste competitietreffer tegen SV Sandhausen. In 2017 werd Uduokhai voor één miljoen euro verkocht aan VfL Wolfsburg.

## Interlandcarrière
Uduokhai kwam uit voor meerdere Duitse nationale jeugdteams.